# دم‌چنگالی کاکل‌سفید
دم‌چنگالی کاکل‌سفید (نام علمی: Enicurus leschenaulti) نام یک گونه از سرده دم‌چنگالی است.